# Waterville (Iowa)
Waterville es una ciudad ubicada en el condado de Allamakee en el estado estadounidense de Iowa. En el Censo de 2010 tenía una población de 144 habitantes y una densidad poblacional de 129,6 personas por km².

## Geografía
Waterville se encuentra ubicada en las coordenadas 43°12′30″N 91°17′46″O / 43.20833, -91.29611. Según la Oficina del Censo de los Estados Unidos, Waterville tiene una superficie total de 1.11 km², de la cual 1.11 km² corresponden a tierra firme y (0%) 0 km² es agua.

## Demografía
Según el censo de 2010, había 144 personas residiendo en Waterville. La densidad de población era de 129,6 hab./km². De los 144 habitantes, Waterville estaba compuesto por el 98.61% blancos, el 0% eran afroamericanos, el 0% eran amerindios, el 0% eran asiáticos, el 0% eran isleños del Pacífico, el 1.39% eran de otras razas y el 0% pertenecían a dos o más razas. Del total de la población el 1.39% eran hispanos o latinos de cualquier raza.